# Age Versus Youth
Age Versus Youth è un cortometraggio muto del 1911 diretto da Harry Solter.

## Trama
Un giovane sfacciato perde negli affari ma guadagna nei sentimenti, imparando una lezione dalla figlia del suo rivale.

## Produzione
Il film fu prodotto da Siegmund Lubin per la Lubin Manufacturing Company.

## Distribuzione
Distribuito dalla General Film Company, il film - un cortometraggio in una bobina - uscì nelle sale cinematografiche statunitensi il 2 febbraio 1911.